# Montes Altos
Montes Altos is een gemeente in de Braziliaanse deelstaat Maranhão. De gemeente telt 8.914 inwoners (schatting 2009).